# Brayden Pachal
Brayden Pachal, född 23 augusti 1999, är en kanadensisk professionell ishockeyback som är kontrakterad till Vegas Golden Knights i National Hockey League (NHL) och spelar för Henderson Silver Knights i American Hockey League (AHL).
Han har tidigare spelat för Chicago Wolves i AHL; Fort Wayne Komets i ECHL samt Victoria Royals och Prince Albert Raiders i Western Hockey League (WHL).
Pachal blev aldrig NHL-draftad.
Han vann Stanley Cup för säsongen 2022–2023.

## Statistik
| 2012–2013  | Estevan Bruins           | SAAHL      | 24  | 0  | 7  | 7  | 28  | 4  | 2 | 2  | 4  | 0  |
| 2013–2014  | Estevan Bruins           | SAAHL      | 31  | 14 | 13 | 27 | 66  | 7  | 3 | 5  | 8  | 14 |
| 2014–2015  | Moose Jaw Generals       | SMAAAHL    | 74  | 27 | 42 | 69 | 50  | —  | — | —  | —  | —  |
|            | Estevan Bruins           | SJHL       | 3   | 0  | 1  | 1  | 0   | 3  | 1 | 0  | 1  | 2  |
| 2015–2016  | Victoria Royals          | WHL        | 40  | 1  | 5  | 6  | 29  | 12 | 0 | 1  | 1  | 8  |
| 2016–2017  | Victoria Royals          | WHL        | 35  | 0  | 3  | 3  | 46  | —  | — | —  | —  | —  |
|            | Prince Albert Raiders    | WHL        | 30  | 3  | 9  | 12 | 37  | —  | — | —  | —  | —  |
| 2017–2018  | Prince Albert Raiders    | WHL        | 68  | 7  | 19 | 26 | 100 | 7  | 1 | 3  | 4  | 6  |
| 2018–2019  | Prince Albert Raiders    | WHL        | 66  | 15 | 36 | 51 | 113 | 23 | 1 | 7  | 8  | 28 |
| 2019–2020  | Chicago Wolves           | AHL        | 48  | 1  | 9  | 10 | 44  | —  | — | —  | —  | —  |
|            | Fort Wayne Komets        | ECHL       | 4   | 0  | 2  | 2  | 2   | —  | — | —  | —  | —  |
| 2020–2021  | Henderson Silver Knights | AHL        | 24  | 2  | 5  | 7  | 16  | 5  | 0 | 2  | 2  | 5  |
| 2021–2022  | Vegas Golden Knights     | NHL        | 1   | 0  | 0  | 0  | 0   | —  | — | —  | —  | —  |
|            | Henderson Silver Knights | AHL        | 47  | 1  | 7  | 8  | 58  | —  | — | —  | —  | —  |
| NHL totalt | NHL totalt               | NHL totalt | 1   | 0  | 0  | 0  | 0   | —  | — | —  | —  | —  |
| AHL totalt | AHL totalt               | AHL totalt | 119 | 4  | 21 | 25 | 118 | 5  | 0 | 2  | 2  | 5  |
| WHL totalt | WHL totalt               | WHL totalt | 239 | 26 | 72 | 98 | 325 | 42 | 2 | 11 | 13 | 42 |